# First Polish New Wave
First Polish New Wave – album muzyczny (bootleg) wydany w formie kasety w 1980 roku nakładem wytwórni Red Culture. Pierwsze cztery nagrania strony A powstały w studio „A. A. Hamerscy” w 1980 roku, pozostały ze strony A są nagraniami koncertowymi. Druga strona kasety zawiera nagrania powstały podczas I Polskiego Przeglądu Nowej Fali w Kołobrzegu 9 sierpnia 1980 roku. Na kasecie znalazły się nagrania takich zespołów jak: Tilt, Kryzys, Poerocks, KSU, Deadlock.
| Strona A | Strona A                                        | Strona A |
| Nr       | Tytuł utworu                                    | Długość  |
| -------- | ----------------------------------------------- | -------- |
| 1.       | „Fallen, Fallen Is Babylon” (Tilt)              |          |
| 2.       | „Border Line” (Tilt)                            |          |
| 3.       | „Pink Picture” (Tilt)                           |          |
| 4.       | „Photo Is Color” (Tilt)                         |          |
| 5.       | „Midnight” (Tilt)                               |          |
| 6.       | „Midnight II” (Tilt)                            |          |
| 7.       | „Get Up, Stand Up” (Tilt)                       |          |
| 8.       | „Independent Intervention / Disco Girls” (Tilt) |          |

| Strona B | Strona B                                | Strona B |
| Nr       | Tytuł utworu                            | Długość  |
| -------- | --------------------------------------- | -------- |
| 1.       | „Miasto nocą” (KSU)                     |          |
| 2.       | „Pijany gówniarz” (KSU)                 |          |
| 3.       | „Roadrunner” (KSU)                      |          |
| 4.       | „Złodziej” (KSU)                        |          |
| 5.       | „...” (KSU)                             |          |
| 6.       | „Ustrzyki” (KSU)                        |          |
| 7.       | „Telewizja” (Kryzys)                    |          |
| 8.       | „I Don't Wanna Be Walked On” (Deadlock) |          |
| 9.       | „Poerocks” (Poerocks)                   |          |